# ロンゲスト・タイム
「ロンゲスト・タイム」（The Longest Time）は、ビリー・ジョエルの楽曲である。1983年に発売されたスタジオ・アルバム『イノセント・マン』に収録され、1984年3月に同作からの第4弾シングルとして発売された。シングルは、Billboard Hot 100で最高位14位、『ビルボード』誌のアダルト・コンテンポラリーチャートで第1位を獲得し、全英シングルチャートで最高位25位を獲得した。
楽曲発表後、ゴスペラーズやザ・オーバートーンズらによってカバーされた。

## 曲の構成
「ロンゲスト・タイム」は、ザ・タイムズが1963年に発表した「なぎさの誓い」の影響を大きく受けている。ドゥーワップの特徴が取り入れられた楽曲で、使用楽器はエレクトリックベースのみで、その他はボーカルとフィンガースナップで構成されている。リードのメロディに合わせてバッキング・ボーカルで歌詞を歌う箇所があるものの、それ以外は「ooo」や「ah」というコーラスのみとなっている。ボーカルは、いずれのパートもジョエルが担当している。
本作について、ジョエルは「ハイドンの曲かも」とし、「ポップスはもちろんのこと、僕はいつもクラシック音楽を書いていた。それらの多くがクラシックのピアノ曲だと認識していて、子供の頃はそうやって曲を作っていた」と語っている。

## ミュージック・ビデオ
「ロンゲスト・タイム」のミュージック・ビデオは、ジェイ・デュビンが監督が務めた作品。ビデオでは、40歳のビジネスマンたちがハイスクールの廊下を歩いたり、ハイスクール時代の姿になったり、男子トイレでハーモニーを奏でる様子が描かれている。
このミュージック・ビデオは、NBCの『Today Show』で初公開となったが、MTVはビデオの放映を約1か月にわたって拒否した。

## チャート成績

### 週間チャート
| チャート (1984年 - 1985年)           | 最高位 |
| ------------------------------------ | ------ |
| オーストラリア (Kent Music Report)   | 15     |
| Canada Top Singles (RPM)             | 36     |
| アイルランド (IRMA)                  | 18     |
| ニュージーランド (Recorded Music NZ) | 24     |
| UK シングルス (OCC)                  | 25     |
| US Billboard Hot 100                 | 14     |
| US Adult Contemporary (Billboard)    | 1      |

### 年間チャート
| チャート (1984年)              | 最高位 |
| ------------------------------ | ------ |
| US Top Pop Singles (Billboard) | 89     |

## 認定
| 国/地域                          | 認定     | 認定/売上数 |
| -------------------------------- | -------- | ----------- |
| アメリカ合衆国 (RIAA)            | Platinum | 1,000,000   |
| 認定のみに基づく売上数と再生回数 |          |             |

## カバー・バージョン
- ゴスペラーズ - 2006年に発売されたトリビュート・アルバム『WANNA BE THE PIANO MAN』に収録[19]。
- ザ・オーバートーンズ（英語版） - 2010年に発売されたアルバム『Good Ol' Fashioned Love』に収録[20]。
- ニュー・ディレクションズ - 2013年に放送されたフォックス放送のテレビドラマ『Glee/グリー (シーズン4)』の第20話「大停電」で歌唱。同年に発売されたコンピレーション・アルバム『glee / グリー＜シーズン4＞ Volume 1』にも収録されている[21]。